# 앨리스 월턴
앨리스 루이즈 월턴(Alice Louise Walton, 1949년 10월 7일 ~ )은 미국의 기업인이자 월마트의 창립자 샘 월턴의 딸로 재산은 2010년 3월 현재 206억 달러이다.

## 생애
아칸소주 뉴포트 출생으로, 텍사스주 샌안토니오의 트리니티 대학 졸업 후, 상거래 회사에서 첫 비즈니스 사업을 시작했다. 1988년 라마 회사, 투자 은행 기업, 금융 기업, 구조화 금융, 부동산 금융 및 영업 및 무역 설립 등을 했으며 회장 겸 CEO를 역임했다.
자선 사업도 펼쳐 월턴 가문 재단의 이사회 회원이 되었고 시드 캐피털 공항의 건설 자금을 제공해 2001년 아칸소 항공 명예의 전당에 헌액되었다.
2004년 미국 대통령 선거에서 공화당을 지지하며 260만 달러의 정치 자금을 기부했고 이라크 전쟁을 지지하고 화씨 9/11의 상영을 반대하기도 했다.
미술에도 관심을 가져 크리스탈 브리지 개발에도 참여하고 여러 박물관과 미술관을 세웠고 2005년 3500만 달러를 들여 아셀 브라운 듀란의 유명한 그림을 구입했다.

## 같이 보기
- 월턴 가문